# NGC 4475
NGC 4475 је спирална галаксија у сазвежђу Береникина коса која се налази на NGC листи објеката дубоког неба.
Деклинација објекта је + 27° 14' 36" а ректасцензија 12h 29m 47,7s. Привидна величина (магнитуда) објекта NGC 4475 износи 13,5 а фотографска магнитуда 14,3. Налази се на удаљености од 106,542 милиона парсека од Сунца. NGC 4475 је још познат и под ознакама UGC 7632, MCG 5-30-8, CGCG 159-8, PGC 41225.